# Петровская, Нина Васильевна
Нина Васильевна Петровская (22.01.1910-15.03.1991) — советский учёный в области рудной минералогии, лауреат Государственной премии СССР.
Родилась в 	с. Благодарное, Ставропольская губерния. 
Окончила Московский геологоразведочный институт по специальности минералогия (1932) и работала в различных организациях Иркутска (трест «Союзслюда», «Восточно-Сибирский геотрест») и в 1937 г. — в системе Управления Дальстрой в Алданском золоторудном районе.
С конца 1937 г. вместе со своим мужем Александром Иосифовичем Фасталовичем (погиб на фронте в 1944 г.) стала работать в НИГРИ Золото НКЦМ-СССР (позже — Центральный научно-исследовательский геологоразведочный институт цветных и благородных металлов (ЦНИГРИ Мингео СССР). Занималась исследованием минералогии золоторудных месторождений и золотоносных россыпей. В 1944 г. защитила кандидатскую диссертацию «Минералогия и генезис золоторудных месторождений Центрального Алдана».

В 1946—1951 гг. изучала месторождения Енисейского кряжа, их описание было опубликовано в 1954 г. (совместно с П. С. Бернштейном).
С 1959 г. заместитель заведующего отделом минералогии ИГЕМ АН СССР.
За монографию «Самородное золото (общая характеристика, типоморфизм)» (1973) присуждена Государственная премия СССР (1976).
Доктор геолого-минералогических наук, профессор. Заслуженный деятель науки и техники РСФСР (1971).
Сочинения:
- Золотые самородки / Н. В. Петровская; Рос. АН, Ин-т геологии руд. месторождений, петрографии, минералогии и геохимии. — М. : Наука, 1993. — 190,[1] с., [10] л. ил. : ил.; 22 см; ISBN 5-02-003132-1
- Минералогические индикаторы генезиса эндогенных руд / [Н. В. Петровская, Н. Н. Мозгова, Ю. С. Бородаев и др.]; Отв. ред. Н. В. Петровская, Т. Н. Шадлун; АН СССР, Ин-т геологии руд. месторождений, петрографии, минералогии и геохимии. — М. : Наука, 1987. — 230,[1] с., [8] л. ил. : ил.; 22 см.

Умерла 15.03.1991 после тяжелой и продолжительной болезни.
Список научных работ: http://higeo.ginras.ru/view-record.php?tbl=person&id=911